# Arabe saharien
L'arabe saharien, aussi appelé arabe algérien saharien ou arabe de l'extrême-ouest saharien est une variété de l'arabe maghrébin, parlé principalement au sud-ouest de l'Algérie, à l'est du Maroc, au nord du Sahara occidental et en Mauritanie (100 000 locuteurs).